# Gnjilišta
Gnjilišta är en ort i Bosnien och Hercegovina.   Den ligger i entiteten Federationen Bosnien och Hercegovina, i den södra delen av landet, 100 km sydväst om huvudstaden Sarajevo. Gnjilišta ligger 4 meter över havet och antalet invånare är 345.
Terrängen runt Gnjilišta är huvudsakligen lite kuperad. Gnjilišta ligger nere i en dal.Närmaste större samhälle är Čapljina, 6,3 km nordväst om Gnjilišta. 
Trakten runt Gnjilišta består till största delen av jordbruksmark. Runt Gnjilišta är det ganska tätbefolkat, med 93 invånare per kvadratkilometer.